# كأس السوبر الكويتي
كأس السوبر الكويتي، هي بطولة رسمية تقام تحت رعاية الاتحاد الكويتي لكرة القدم، آنشأت في عام 2008. وهي بطولة من مباراة واحدة بين الفائز بالدوري الممتاز و الفائز بكأس الأمير من الموسم الفائت. و كان فريق نادي العربي هو بطل أول نسخة من البطولة، وفي النسخة الثالثة 2010 حدث تغيير في نظام البطولة حيث جرت المباراة بين حامل لقب السوبر القادسية الفائز بالدوري الممتاز وبكأس الأمير و الكويت الفائز بكأس ولي العهد، وتكررت في النسخة الخامسة 2012 أيضاً حيث جرت المباراة بين حامل لقب السوبر القادسية الفائز بالدوري الممتاز وبكأس الأمير و العربي الفائز بكأس ولي العهد، وكذلك تكررت للمرة الثالثة في النسخة الحادية عشرة 2018 حيث جرت المباراة بين حامل لقب السوبر الكويت الفائز بالدوري الممتاز وبكأس الأمير والقادسية الفائز بكأس ولي العهد، أول من فاز بكأس السوبر الكويتي هو نادي العربي، وصاحب أول هدف في هذه البطولة هو خالد أحمد خلف لاعب نادي العربي، ويعتبر بدر المطوع لاعب نادي القادسية الهداف التاريخي للبطولة برصيد 6 أهداف.

## الأبطال
- 2008:  نادي العربي
- 2009:  نادي القادسية
- 2010:  نادي الكويت
- 2011:  نادي القادسية
- 2012:  نادي العربي
- 2013:  نادي القادسية
- 2014:  نادي القادسية
- 2015:  نادي الكويت
- 2016:  نادي الكويت
- 2017:  نادي الكويت
- 2018:  نادي القادسية
- 2019:  نادي القادسية
- 2020:  نادي الكويت
- 2021-22:  نادي العربي[2]
- 2022:  نادي الكويت[3]

| الفريق        | الفوز باللقب | الوصافة |
| ------------- | ------------ | ------- |
| نادي الكويت   | 6            | 7       |
| نادي القادسية | 6            | 5       |
| نادي العربي   | 3            | 1       |
| نادي كاظمة    | 0            | 2       |

### نتائج النهائيات
| السنة   | بطل الدوري الممتاز | النتيجة           | بطل كأس الأمير |
| ------- | ------------------ | ----------------- | -------------- |
| 2008    | نادي الكويت        | 0 - 1             | النادي العربي  |
| 2009    | نادي القادسية      | 4 - 1             | نادي الكويت    |
| 2010    | نادي القادسية      | 1 - 3             | نادي الكويت    |
| 2011    | نادي القادسية      | 1 - 0             | نادي كاظمة     |
| 2012    | نادي القادسية      | 1 - 2             | النادي العربي  |
| 2013    | نادي الكويت        | 1 - 3             | نادي القادسية  |
| 2014    | نادي القادسية      | 3 - 2             | نادي الكويت    |
| 2015    | نادي الكويت        | 3 - 1             | نادي القادسية  |
| 2016    | نادي القادسية      | 2 - 2 2 - 3 (ر.ت) | نادي الكويت    |
| 2017    | نادي الكويت        | 0 - 0 5 - 4 (ر.ت) | نادي القادسية  |
| 2018    | نادي القادسية      | 2 - 1             | نادي الكويت    |
| 2019    | نادي القادسية      | 1 - 0             | نادي الكويت    |
| 2020    | نادي الكويت        | 1 - 0             | النادي العربي  |
| 2021-22 | النادي العربي      | 1 - 1 4 - 3 (ر.ت) | نادي الكويت    |
| 2022    | نادي الكويت        | 2 - 1             | نادي كاظمة     |

## هدافي كأس السوبر تاريخيًا
- آخر تحديث للقائمة تاريخ 12 ديسمبر 2019.

| المركز | اللاعب       | الفريق        | عدد الأهداف |
| 1      | بدر المطوع   | نادي القادسية | 6           |
| 2      | فهد الأنصاري | نادي القادسية | 2           |
| 3      | حسين حاكم    | نادي الكويت   | 2           |

## روابط خارجية
- - كأس السوبر الكويتي